# Ляюбердьер, Пьер Робер Юбер де
Пьер Робер Юбер де Ляюбердьер (фр. Pierre Robert Hubert de Lahuberdière; 1771—1859) — французский военный деятель, полковник (1812 год), барон (1814 год), участник революционных и наполеоновских войн.

## Биография
Поступил на службу 9 февраля 1789 года в полк конных егерей (будущий 10-й конно-егерский). С 1792 по 1795 годы сражался в рядах Рейнской и Альпийской армий. 16 мая 1793 года – бригадир-фурьер, 9 ноября 1793 – вахмистр. С 1796 по 1797 года служил в Италии, был в сражениях при Ровередо, Бассано, при переправе через Пьяве, при Градиске, при переправе через Изонцо. 27 апреля 1796 года стал младшим лейтенантом.
3 ноября 1800 года был переведён в гвардию консулов и зачислен в полк конных гренадеров. 4 мая 1800 года стал вторым лейтенантом в полку. Отличился при Маренго. 26 октября 1800 года – первый лейтенант. 5 сентября 1803 года произведён в старшие аджюданы полка, принимал участие в кампании 1805 года, отличился при Аустерлице, и 18 декабря 1805 года стал командиром роты. В этом звании прошёл кампании 1806, 1807 и 1809 годов.
26 июня 1809 года произведён в майоры. С 12 июня 1810 года служил в кавалерийском депо в Ганновере. 7 марта 1811 года был назначен заместителем командира 9-го кирасирского полка. 21 мая 1812 года возглавил 10-й кирасирский, и возглавлял его до роспуска полка 20 ноября 1815 года. 9 февраля 1819 года вышел в отставку.
4 сентября 1830 года вернулся на службу, и занял пост коменданта Валансьена. 15 августа 1833 года окончательно вышел в отставку.

## Титулы
- Барон де Ляюбердьер и Империи (фр. baron de Lahuberdière et de l'Empire; декрет от 28 сентября 1813 года, патент подтверждён 26 февраля 1814 года)[1].

## Награды
Легионер ордена Почётного легиона (14 июня 1804 года)
 Офицер ордена Почётного легиона (26 июня 1809 года)
 Коммандан ордена Почётного легиона (19 ноября 1832 года)
 Кавалер военного ордена Святого Людовика (1 ноября 1814 года)

## Источник
- Fastes de la Légion-d'honneur: biographie de tous les décorés accompagnée de l'histoire législative et réglementaire de l'ordre, Том 5.